# Cyclocross Diegem
Il Diegem Cross, noto anche come Cyclocross Diegem o Superprestige Diegem, è una corsa in linea maschile e femminile di ciclocross che si svolge ogni anno a dicembre a Diegem, in Belgio. Corso per la prima volta nel 1975, dal 1979 è aperto ai professionisti e dal 1982 fa parte del calendario del Superprestige. Nel 2020 è stato inserito per la prima volta nel calendario di Coppa del mondo ma è stato annullato per la pandemia di COVID-19; nella stagione seguente, di nuovo parte del calendario del Superprestige, è stato nuovamente annullato per la pandemia di COVID-19.
Corso normalmente negli ultimi giorni di dicembre nel centro cittadino di Diegem (comune di Machelen), dal 2007 si svolge in notturna.

## Albo d'oro

### Uomini Elite
Aggiornato all'edizione 13.08.2024.
| Anno | Vincitore                                    | Secondo                                      | Terzo                                        |
| ---- | -------------------------------------------- | -------------------------------------------- | -------------------------------------------- |
| 1975 | Albert Van Damme                             | Norbert Dedeckere                            | Jan Teugels                                  |
| 1976 | Albert Van Damme                             | Robert Vermeire                              | Jef Thielemans                               |
| 1977 | Robert Vermeire                              | Norbert Dedeckere                            | Yvan Messelis                                |
| 1978 | Rein Groenendaal                             | Norbert Dedeckere                            | Jan Teugels                                  |
| 1979 | Roger De Vlaeminck                           | Robert Vermeire                              | Roland Liboton                               |
| 1980 | Roland Liboton                               | Robert Vermeire                              | Jan Teugels                                  |
| 1981 | Roger De Vlaeminck                           | Klaus-Peter Thaler                           | Roland Liboton                               |
| 1982 | Roland Liboton                               | Hennie Stamsnijder                           | Klaus-Peter Thaler                           |
| 1983 | Roland Liboton                               | Hennie Stamsnijder                           | Albert Zweifel                               |
| 1984 | Roland Liboton                               | Frank van Bakel                              | Hennie Stamsnijder                           |
| 1985 | Roland Liboton                               | Hennie Stamsnijder                           | Yvan Messelis                                |
| 1986 | Roland Liboton                               | Henk Baars                                   | Martin Hendriks                              |
| 1987 | Roland Liboton                               | Henk Baars                                   | Paul De Brauwer                              |
| 1988 | Roland Liboton                               | Hennie Stamsnijder                           | Yvan Messelis                                |
| 1989 | Danny De Bie                                 | Henk Baars                                   | Paul De Brauwer                              |
| 1990 | Danny De Bie                                 | Karel Camrda                                 | Frank van Bakel                              |
| 1991 | Danny De Bie                                 | Radomír Šimůnek sr.                          | Daniele Pontoni                              |
| 1992 | Marc Janssens                                | Daniele Pontoni                              | Wim de Vos                                   |
| 1993 | Daniele Pontoni                              | Thomas Frischknecht                          | Beat Wabel                                   |
| 1994 | Adrie van der Poel                           | Richard Groenendaal                          | Paul Herijgers                               |
| 1995 | Daniele Pontoni                              | Marc Janssens                                | Adrie van der Poel                           |
| 1996 | Daniele Pontoni                              | Wim de Vos                                   | Mario De Clercq                              |
| 1997 | Adrie van der Poel                           | Richard Groenendaal                          | Daniele Pontoni                              |
| 1998 | Sven Nys                                     | Bart Wellens                                 | Adrie van der Poel                           |
| 1999 | Richard Groenendaal                          | Adrie van der Poel                           | Sven Nys                                     |
| 2000 | Sven Nys                                     | Erwin Vervecken                              | Mario De Clercq                              |
| 2001 | Erwin Vervecken                              | Mario De Clercq                              | Peter Van Santvliet                          |
| 2002 | Mario De Clercq                              | Sven Nys                                     | Tom Vannoppen                                |
| 2003 | Bart Wellens                                 | Mario De Clercq                              | Erwin Vervecken                              |
| 2004 | Erwin Vervecken                              | Sven Nys                                     | Sven Vanthourenhout                          |
| 2005 | Gerben de Knegt                              | Sven Nys                                     | Erwin Vervecken                              |
| 2006 | Sven Nys                                     | Bart Wellens                                 | Kevin Pauwels                                |
| 2007 | Sven Nys                                     | Radomír Šimůnek jr.                          | Zdeněk Štybar                                |
| 2008 | Zdeněk Štybar                                | Klaas Vantornout                             | Sven Nys                                     |
| 2009 | Niels Albert                                 | Zdeněk Štybar                                | Kevin Pauwels                                |
| 2010 | Niels Albert                                 | Sven Nys                                     | Zdeněk Štybar                                |
| 2011 | Niels Albert                                 | Kevin Pauwels                                | Sven Nys                                     |
| 2012 | Niels Albert                                 | Kevin Pauwels                                | Zdeněk Štybar                                |
| 2013 | Sven Nys                                     | Tom Meeusen                                  | Niels Albert                                 |
| 2014 | Mathieu van der Poel                         | Tom Meeusen                                  | Kevin Pauwels                                |
| 2015 | Mathieu van der Poel                         | Kevin Pauwels                                | Lars van der Haar                            |
| 2016 | Mathieu van der Poel                         | Wout Van Aert                                | Kevin Pauwels                                |
| 2017 | Mathieu van der Poel                         | Wout Van Aert                                | Laurens Sweeck                               |
| 2018 | Mathieu van der Poel                         | Michael Vanthourenhout                       | Toon Aerts                                   |
| 2019 | Mathieu van der Poel                         | Eli Iserbyt                                  | Michael Vanthourenhout                       |
| 2020 | annullato a causa della pandemia di COVID-19 | annullato a causa della pandemia di COVID-19 | annullato a causa della pandemia di COVID-19 |
| 2021 | annullato a causa della pandemia di COVID-19 | annullato a causa della pandemia di COVID-19 | annullato a causa della pandemia di COVID-19 |
| 2022 | Wout Van Aert                                | Tom Pidcock                                  | Mathieu van der Poel                         |
| 2023 | Mathieu van der Poel                         | Tom Pidcock                                  | Eli Iserbyt                                  |

### Donne Elite
Aggiornato all'edizione 13.08.2024.
| Anno | Vincitrice                                   | Seconda                                      | Terza                                        |
| ---- | -------------------------------------------- | -------------------------------------------- | -------------------------------------------- |
| 2011 | Marianne Vos                                 | Lucie Chainel-Lefèvre                        | Sanne Cant                                   |
| 2012 | Kateřina Nash                                | Sanne Cant                                   | Lucie Chainel-Lefèvre                        |
| 2013 | Sanne Cant                                   | Eva Lechner                                  | Elle Anderson                                |
| 2014 | Marianne Vos                                 | Pauline Ferrand-Prévot                       | Kateřina Nash                                |
| 2015 | Ellen Van Loy                                | Sanne Cant                                   | Eva Lechner                                  |
| 2016 | Marianne Vos                                 | Sanne Cant                                   | Kateřina Nash                                |
| 2017 | Sanne Cant                                   | Pauline Ferrand-Prévot                       | Maud Kaptheijns                              |
| 2018 | Sanne Cant                                   | Annemarie Worst                              | Denise Betsema                               |
| 2019 | Annemarie Worst                              | Ceylin del Carmen Alvarado                   | Yara Kastelijn                               |
| 2020 | annullato a causa della pandemia di COVID-19 | annullato a causa della pandemia di COVID-19 | annullato a causa della pandemia di COVID-19 |
| 2021 | annullato a causa della pandemia di COVID-19 | annullato a causa della pandemia di COVID-19 | annullato a causa della pandemia di COVID-19 |
| 2022 | Puck Pieterse                                | Shirin van Anrooij                           | Ceylin del Carmen Alvarado                   |
| 2023 | Puck Pieterse                                | Ceylin del Carmen Alvarado                   | Inge van der Heijden                         |

### Uomini Under-23
Aggiornato all'edizione 2017.
| Anno | Vincitore              | Secondo               | Terzo               |
| ---- | ---------------------- | --------------------- | ------------------- |
| 2002 | Thijs Verhagen         | Enrico Franzoi        | Klaas Vantornout    |
| 2003 | Wesley Van Der Linden  | Martin Zlámalík       | Radomír Šimůnek jr. |
| 2004 | Radomír Šimůnek jr.    | Zdeněk Štybar         | Niels Albert        |
| 2005 | Niels Albert           | Dieter Vanthourenhout | Eddy van IJzendoorn |
| 2006 | Niels Albert           | Zdeněk Štybar         | Rob Peeters         |
| 2007 | Thijs van Amerongen    | Paul Voss             | Jempy Drucker       |
| 2008 | Philipp Walsleben      | Arnaud Jouffroy       | Mitchell Huenders   |
| 2009 | Tom Meeusen            | Kacper Szczepaniak    | Jan Denuwelaere     |
| 2010 | Lars van der Haar      | Wietse Bosmans        | Mike Teunissen      |
| 2011 | Lars van der Haar      | Wietse Bosmans        | Mike Teunissen      |
| 2012 | Mike Teunissen         | David van der Poel    | Wout Van Aert       |
| 2013 | Mathieu van der Poel   | Wout Van Aert         | Laurens Sweeck      |
| 2014 | Michael Vanthourenhout | Stan Godrie           | Clément Venturini   |
| 2015 | Quinten Hermans        | Daan Hoeyberghs       | Martijn Budding     |
| 2016 | Quinten Hermans        | Joris Nieuwenhuis     | Eli Iserbyt         |
| 2017 | Thomas Pidcock         | Sieben Wouters        | Thomas Joseph       |

### Uomini Juniors
Aggiornato all'edizione 13.08.2024.
| Anno | Vincitore                                    | Secondo                                      | Terzo                                        |
| ---- | -------------------------------------------- | -------------------------------------------- | -------------------------------------------- |
| 2001 | Mike Thielemans                              | Jan Soetens                                  | Nick Sels                                    |
| 2002 | Lars Boom                                    | Dieter Vanthourenhout                        | Tom Van den Bosch                            |
| 2003 | Niels Albert                                 | Jempy Drucker                                | Rikke Dijkxhoorn                             |
| 2004 | Davy De Scheemaeker                          | Ricardo van der Velde                        | Jan Van Dael                                 |
| 2005 | Tom Meeusen                                  | Umberto Atzori                               | Laurens De Vreese                            |
| 2006 | Joeri Adams                                  | Twan van den Brand                           | Daniel Summerhill                            |
| 2007 | Peter Sagan                                  | Tijmen Eising                                | Matthias Rupp                                |
| 2008 | Tijmen Eising                                | Lars van der Haar                            | Wietse Bosmans                               |
| 2009 | Mike Teunissen                               | Danny van Poppel                             | David van der Poel                           |
| 2010 | Danny van Poppel                             | Laurens Sweeck                               | Stan Godrie                                  |
| 2011 | Mathieu van der Poel                         | Quentin Jauregui                             | Wout Van Aert                                |
| 2012 | Mathieu van der Poel                         | Logan Owen                                   | Quinten Hermans                              |
| 2013 | Yannick Peeters                              | Eli Iserbyt                                  | Kobe Goossens                                |
| 2014 | Eli Iserbyt                                  | Jappe Jaspers                                | Johan Jacobs                                 |
| 2015 | Jappe Jaspers                                | Jens Dekker                                  | Spencer Petrov                               |
| 2016 | Jelle Camps                                  | Toon Vandebosch                              | Thymen Arensman                              |
| 2017 | Loris Rouiller                               | Ryan Kamp                                    | Tomáš Kopecký                                |
| 2018 | Witse Meeussen                               | Ben Tulett                                   | Ryan Cortjens                                |
| 2019 | Thibau Nys                                   | Lennert Belmans                              | Emiel Verstrynge                             |
| 2020 | annullato a causa della pandemia di COVID-19 | annullato a causa della pandemia di COVID-19 | annullato a causa della pandemia di COVID-19 |
| 2021 | annullato a causa della pandemia di COVID-19 | annullato a causa della pandemia di COVID-19 | annullato a causa della pandemia di COVID-19 |
| 2022 | Senna Remijn                                 | Viktor Vandenberghe                          | Václav Ježek                                 |
| 2023 | Keije Solen                                  | Arthur van den Boer                          | Stefano Viezzi                               |